# Połomia (Wodzisław)
Pour les articles homonymes, voir Połomia.
Połomia est une localité polonaise de la gmina de Mszana, située dans le powiat de Wodzisław en voïvodie de Silésie.